# Pankelow
Pankelow is een plaats en voormalige gemeente in de Duitse deelstaat Mecklenburg-Voor-Pommeren en maakt deel uit van de gemeente Dummerstorf in het Landkreis Rostock.

## Geschiedenis
De geschiedenis van Pankelow gaat terug tot in de 14e eeuw. Als riddergoed werd het in 1328 aan ene Vicko Smeker als leen uitgegeven en sinds 1350 in het bezit van de familie "van Stoisloff". Vele wisselingen van eigenearen en pachters volgen. Na een korte bezit door de familie Bassewitz van 1797 tot 1799, werd het verworven door de familie Schack, die Pankelow behield tot 1830. Wederom volgen vele wisselingen van eigenaar tot de overname in 1864 door de heer "von Engel" die het pas weer verkoopt in 1912. Vanaf 1937 behoort Pankelow tot het dorp Schlage

## Bestuurlijke indeling
Pankelow is als volgt bestuurt:
- Tot 1921: Gemeente/Leengoed binnen het Ritterschaftliches Amt Ribnitz in het Groothertogdom Mecklenburg-Schwerin
- 01-04-1921 - 30-09-1937: Gemeente in het Amt Rostock, later Landkreis Rostock
- 01-10-1937 - 12-31-1973: Ortsteil van de gemeente Schlage
- 01-01-1974 - heden: Ortsteil van de gemeente Dummerstorf